# Oscar Desnouy
Jacques Bertrand Oscar Desnouy, né le 17 novembre 1826 à Saint-Martin-de-Ré (Charente-Maritime) et mort le 8 janvier 1883 à Brest, est un officier de marine et administrateur colonial français, principalement connu pour son exploration de la Côte de l'Or en 1864.

## Biographie
Admis en qualité d'élève à l'École navale le 24 avril 1842, Oscar Desnouy est successivement promu aux grades d'aspirant le 16 août 1844, d'enseigne de vaisseau le 1er octobre 1848, de lieutenant de vaisseau le 2 décembre 1854, de capitaine de frégate le 24 avril 1867, et enfin de capitaine de vaisseau le 28 avril 1876.
De 1863 à 1864, le lieutenant de vaisseau Desnouy est capitaine de l'aviso à vapeur L'Archer et commandant particulier du comptoir de Grand-Bassam. Durant ce séjour en Afrique, il reçoit pour instruction de visiter et étudier les villages de la côte de la lagune allant de Grand-Bassam à Abidjan en passant par l'Assinie. Le compte-rendu qu'il rédige sur ces expéditions effectuées en 1864 le long de la Côte de l'Or est publié en 1866 sous le titre « Les Établissements français de la Côte d'Or » dans la Revue maritime et coloniale. Il y donne une description détaillée des localités, routes et comptoirs commerciaux qu'il aborde, relate ses contacts avec les chefs et les populations, et fait part de ses prospections des marchés de l'huile de palme et du coton. Il consigne également des informations tirées de ses échanges avec différents interlocuteurs et des archives laissées par ses devanciers au poste de commandant de Grand-Bassam. La valeur de la documentation géographique, économique et ethnographique ainsi rassemblée par ses soins éveilla un fort intérêt justifiant que son article soit largement cité par les revues savantes de l'époque et même des ouvrages de géographie coloniale, y compris certaines publications étrangères,,,,,,. Son texte a ensuite continué à être régulièrement utilisé comme source de référence par la recherche historique sur les racines de la Côte-d'Ivoire,,,,,,,,,.
C'est sans doute cette contribution à la science géographique, déjà connue des initiés avant sa publication, qui vaut à Oscar Desnouy l'honneur d'être coopté en qualité de membre de la Société de géographie lors de la séance du 19 mai 1865. 
En 1867, il est capitaine de l'aviso à vapeur le Passe-Partout à Sète. La même année, il épouse la fille du maire de Marseille Théodore Bernex.
En 1871, il commande l'aviso à roues L'Espadon en station au Sénégal.
En 1872, il sert comme officier à bord de la frégate cuirassée L'Océan au sein de l'escadre d'évolutions à Toulon.
En 1878, devenu capitaine de vaisseau, il exerce les fonctions de commandant de la division des équipages de la flotte au port de Toulon. En 1882, il est Major de la Marine à Toulon.
Durant sa carrière de marin, Desnouy publie quelques autres articles dans les pages de la Revue maritime et coloniale, pour la plupart consacrés à l'actualité maritime britannique et nord-américaine. Sa dernière publication, une étude sur « Les bouches du Mississipi », connaît elle aussi une certaine diffusion bibliographique.
Déjà titulaire de l'ordre de Saint-Georges de la Réunion du royaume des Deux-Siciles (en), Jacques Bertrand Oscar Desnouy est fait chevalier de la Légion d'honneur en 1858 puis officier du même ordre en 1866.
Son frère cadet Thomas Philippe Arthur Desnouy (1830-1917) fit lui aussi une carrière d'officier de marine. Capitaine de vaisseau et commandeur de la Légion d'honneur, il fut second du vaisseau Iéna (1880) puis commanda le croiseur à barbette Duguay-Trouin (Guerre franco-chinoise) et le cuirassé Colbert (1889).

## Publications d'Oscar Desnouy
- « Les Établissements français de la Côte d'Or. » sur Gallica, Revue maritime et coloniale, tome XVIII, novembre 1866, no 71, p.493-529.
- « Projet de construction d'un port national à Douvres ; résumé de l'anglais », Revue maritime et coloniale, tome LVI, 1875, p.632-635.
- « Nécrologie : Le contre-amiral Hulot, comte d'Osery (1821-1878) », Revue maritime et coloniale, tome LIX, 1878, p.527-531. (article ayant fait l'objet d'un tiré à part chez Berger-Levrault et Cie, 1879)
- « L'Hecla, steamer anglais transformé en navire de guerre, résumé de l'anglais », Revue maritime et coloniale, tome LX, 1879, p.189-192.
- « L'expédition américaine au pôle Nord, résumé de l'anglais », Revue maritime et coloniale, tome LX, 1879, p.241-244. (sur l'Expédition Jeannette financée par James Gordon Bennett junior au pôle Nord)
- « Les bouches du Mississipi et les jetées du capitaine Eads » sur Gallica, Revue maritime et coloniale, tome LXVI, juillet 1880, p.5-15.